# Paratapinocyba kumadai
Paratapinocyba kumadai là một loài nhện trong họ Linyphiidae.
Loài này thuộc chi Paratapinocyba. Paratapinocyba kumadai được Kendo Saito miêu tả năm 1986.